# 279. п. н. е.

## Догађаји
- Битка код Аскула (Аускулума) између Римљана и комбинованих снага Епира, Тарента, Оскана и Самнита.
- Продор Келта на Балкан у коме су покорили Тракију, велики дио Илирије, опустошили Македонију и продрли све до централне Грчке. Међутим нису успели да заузму светилиште у Делфима, што је довело до пропасти похода.
- Келтско племе Скордисци основали од раније познати град Сингидон, касније римски Сингидунум, српски Београд.

## Смрти
- Птолемеј Кераун, краљ Античке Македоније